# Maersk Ganges
Die Maersk Ganges ist ein 255 Meter langes Containerschiff der dänischen Mærsk Line. Das Schiff fährt unter der Flagge Singapurs.

## Geschichte
Das Schiff wurde als siebtes einer Serie von zehn baugleichen Containerschiffen auf der philippinischen Werft Hanjin Heavy Industries and Construction gebaut. Die Kiellegung fand am 19. Februar, der Stapellauf am 21. Juli 2014 statt. Das Schiff wurde am 16. Dezember 2014 fertiggestellt und als Maersk Tigris in Charter der dänischen Reederei Mærsk Line in Fahrt gebracht. Bereedert wurde das unter der Flagge der Marshallinseln betriebene Schiff von Rickmers Shipmanagement in Singapur. Seit Ende Dezember 2015 gehört das nun unter die Flagge von Singapur gebrachte Schiff A.P. Moller Singapore.

### Zwischenfall
Das damals als Maersk Tigris fahrende Schiff wurde am 28. April 2015 von der iranischen Marine in der Straße von Hormus aufgebracht und auf Reede vor dem Hafen von Bandar Abbas gebracht. Als Hintergrund wurde ein Rechtsstreit zwischen Mærsk Line und einem iranischen Unternehmen angegeben. Das Schiff wurde am 7. Mai wieder freigegeben. An Bord befanden sich 24 Besatzungsmitglieder.

## Technische Daten
Das Schiff wird von einem MAN-Sechszylinder-Dieselmotor des Typs MAN B&W 6G 80ME-C9.2 angetrieben. Für die Stromversorgung stehen vier von Dieselmotoren mit jeweils 1690 kW Leistung angetriebene Generatoren des Herstellers Hyundai Engine & Machinery (Typ Himsen 6H25/33 bzw. Typ Himsen 7H25/33) sowie ein Notgenerator zur Verfügung.
Für Container stehen 5.466 20-Fuß-Stellplätze zur Verfügung. Bei homogener Beladung mit 14 Tonnen schweren Containern kann das Schiff 3.612 TEU laden. Für Kühlcontainer sind 594 Anschlüsse vorhanden.